# Bourg-Bruche
Bourg-Bruche é uma comuna francesa na região administrativa de Grande Leste, no departamento Baixo Reno. 